# Carpediemonas-like organisms

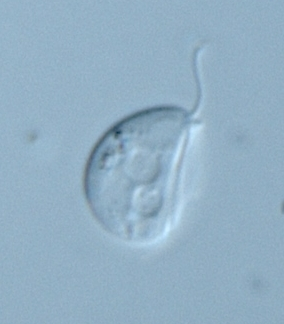
Dysnectes brevis

Als Carpediemonas-like organisms, abgekürzt CLO, zu deutsch Carpediemonas-artige Organismen, wird eine formal unbeschriebene Gruppe einzelliger Lebewesen der Fornicata bezeichnet.

## Merkmale
Alle Vertreter sind freilebende, meeresbewohnende, anaerobe oder mikroaerophile Einzeller. Die Zellen weisen vorn eine breite Rille auf und haben fast alle zwei Geißeln. Deren hintere ist einfach bis dreifach geflügelt und schlägt innerhalb der Rille. Sie haben zwei bis vier Kinetosomen, Mitochondrien fehlen, aber es finden sich relativ große, möglicherweise zum Mitochondrium homologe Strukturen, allerdings ohne Cristae.

## Systematik
Die bis heute noch nicht formal beschriebene Gruppe wurde 2010 von Martin Kolisko postuliert, nachdem bei Untersuchungen von Meeresböden deutlich wurde, dass die bis dato als einzelne Gattung innerhalb der Fornicata platzierten Carpediemonas nicht isoliert stehen, sondern einen separaten Zweig der Fornicata mit größerem Umfang repräsentieren. Weitere Forschungen ergaben, dass die Gruppe basal in den Fornicata zu platzieren und paraphyletisch ist.
Die Gruppe enthält fünf sämtlich monotypische Gattungen:
- Carpediemonas
- Dysnectes
- Ergobibamus
- Hicanonectes
- Kipferlia

## Nachweise
Fußnoten direkt hinter einer Aussage belegen die einzelne Aussage, Fußnoten direkt hinter einem Satzzeichen den gesamten vorangehenden Satz. Fußnoten hinter einer Leerstelle beziehen sich auf den kompletten vorangegangenen Absatz.
1. ↑  Kiyotaka Takishita, Martin Kolisko, Hiroshi Komatsuzaki, Akinori Yabuki, Yuji Inagakid, Ivan Cepicka, Pavla Smejkalováf, Jeffrey D. Silberman, Tetsuo Hashimoto, Andrew J. Roger, Alastair G.B. Simpson: Multigene phylogenies of diverse Carpediemonas-like organisms identify the closest relatives of 'amitochondriate' diplomonads and retortamonads. In: Protist, May 2012, 163(3):344-55
2. 1 2 3 4  Adl, S. M., Simpson, A. G. B., Lane, C. E., Lukeš, J., Bass, D., Bowser, S. S., Brown, M. W., Burki, F., Dunthorn, M., Hampl, V., Heiss, A., Hoppenrath, M., Lara, E., le Gall, L., Lynn, D. H., McManus, H., Mitchell, E. A. D., Mozley-Stanridge, S. E., Parfrey, L. W., Pawlowski, J., Rueckert, S., Shadwick, L., Schoch, C. L., Smirnov, A. and Spiegel, F. W.: The Revised Classification of Eukaryotes. Journal of Eukaryotic Microbiology, 59: 429–514, 2012, PDF Online
3. ↑  Martin Kolisko, Jeffrey D. Silberman, Ivan Cepicka, Naoji Yubuki, Kiyotaka Takishita, Akinori Yabuki, Brian S. Leander, Isao Inouye, Yuji Inagaki, Andrew J. Roger, Alastair G. B. Simpson: A wide diversity of previously undetected free-living relatives of diplomonads isolated from marine/saline habitats In: Environmental Microbiology, 12(10):2700-10, 2010